# Buthus pyrenaeus
Espèce
Buthus pyrenaeus est une espèce de scorpions de la famille des Buthidae.

## Distribution
Cette espèce est endémique des Pyrénées,. Elle se rencontre en France dans les Pyrénées-Orientales et en Espagne dans la province de Gérone.

## Description
Le mâle holotype mesure 66,60 mm et les femelles paratypes 60,07 mm, 63,96 mm et 66,42 mm.

## Venin
Selon Éric Ythier, son venin est aussi toxique que celui de Buthus occitanus, étant « potentiellement mortel pour une personne en mauvaise santé ou un enfant en bas âge ».

## Systématique et taxinomie
Cette espèce a été décrite par Éric Ythier en 2021 à partir de six individus auparavant identifiés comme appartenant à l'espèce Buthus occitanus. Les types adultes sont déposés au musée des Confluences
Le premier mâle est prélevé à Cerbère en 1938. Deux femelles sont trouvées dans cette même localité en 1950. Une autre femelle est trouvée à Montauriol en 1980 et deux femelles juvéniles dans le massif des Albères en 1993.

## Étymologie
Son nom d'espèce lui a été donné en référence au lieu de sa découverte, les Pyrénées.

## Publication originale
- Ythier, 2021 : « The genus Buthus Leach, 1815 (Scorpiones: Buthidae) in France with description of a new species from the Eastern Pyrenees. » Faunitaxys, vol. 9, no 25, p. 1-6 (texte intégral).